# Kielberger György
Kielberger György (Veszprém, 1809 körül – 1874 után) orvosdoktor, a pestvárosi közkórház másodorvosa, gazdasági szakíró.

## Élete
Veszprémi származású. 1846-ban lett a pesti orvosegylet rendes tagja; később Tótfaluban (Tahi), Vác mellett telepedett le és különösen kertészettel és szőlőszettel foglalkozott. A pesti kertészeti magánegyletnek is munkás tagja volt.
Cikkeket írt nagyobbrészt a szőlőmívelésről a Falusi Gazdában (1862-68), a Kertészgazdában (1865-66., 1868., 1872), a Gazdasági Közlönyben (1869), a Falusi Gazda Naptárába (1872. Szőlőlugasmívelés) és a Borászati Lapokba (1874. Kerti szőlőszet és a tömeges bortermelés.)

## Munkája
- Dissertatio inaug. medico-pathologica. Contagium. Budae, 1838